# Manvendra Singh Gohil
Manvendra Singh Gohil (Ajmer, 23 de setembro de 1965) é um príncipe indiano, sendo filho e herdeiro do marajá de Rajpipla, e é considerado o primeiro príncipe abertamente gay do mundo e é conhecido por ser um dos principais ativistas LGBT na Índia. Ele dirige uma instituição de caridade, a Lakshya Trust, que trabalha com a comunidade LGBT.
Os pais tentaram deserdá-lo, sem sucesso, após revelar sua homossexualidade, e desde então tem sido um ponto de interrogação sobre suas relações com a família. É a única pessoa conhecida da antiga linhagem real na moderna Índia que revelou publicamente ser gay.
Em janeiro de 2008, ao realizar uma cerimônia anual em Rajpipla em homenagem a seu bisavô Maharaja Vijaysinhji, Manvendra Gohil anunciou planos para adotar uma criança, dizendo: "Tenho cumprido todas as minhas responsabilidades como príncipe até agora e continuarei enquanto eu puder. Irei também adotar um filho em breve, para que todas as tradições continuem". Se a adoção se concretizar, este será o primeiro caso conhecido de um gay que adota uma criança na Índia. Ao visitar o Brasil por ocasião da Parada do orgulho LGBT de São Paulo, declarou: "Adotar uma criança é fácil na Índia, e não há problema pelo fato de ser abertamente homossexual. Espero estar com meu filho logo depois da volta do Brasil".
Além de sua luta pelos direitos LGBT e no combate à Aids, é um fazendeiro orgânico, lutando contra o uso dos pesticidas.
Casou-se aos 15 anos, por imposição familiar, mas revelou sua homossexualidade aos 27, quando se separou. A partir daí, sua vida mudou radicalmente, sendo perseguido pela mídia e perdendo amigos, que ficaram receosos de serem apontados como gays.
| “ | Sou o único membro de uma família real no mundo que se assumiu gay, mas certamente não sou o único gay. | ” |